# نياز علي (آبجدان)
نياز علي (بالفارسية: نیازعلی) هي منطقة سكنية تقع في إيران في قسم آبجدان الريفي.